# Luis Alarcón de la Lastra
Luis Alarcón de la Lastra, III marqués de Rende y VII conde de Gálvez (24 de noviembre de 1891 - 19 de noviembre de 1971, Sevilla) fue un militar, empresario y político español, general de división de Artillería, diputado en las Cortes republicanas, ministro de Industria y Comercio durante el segundo Gobierno de Franco, además de procurador de las Cortes franquistas.

## Biografía
Nació en Sevilla, en el seno de una familia de la aristocracia. Después de estudiar en la academia militar de Málaga, fue destinado como teniente de artillería en el Protectorado español de Marruecos donde en 1927 fue ascendido a capitán. Una vez empezada la Segunda República Española, crítico con ella, deja el ejército dentro de la ley Azaña y empezó a trabajar empresario agrícola como arrendatario de unas fincas en el término de Carmona, pertenecientes a la casa de Alba. Dirigente de la Federación Patronal Agraria de Sevilla, fue nombrado vicepresidente de la misma en 1933.

## Política
En 1933, ya dirigente de la patronal agrícola se presentó como diputado a Cortes por el Partido Agrario, dentro de la CEDA, por el distrito de Sevilla. Obtuvo 52.000 votos y fue elegido diputado. En ese periodo, entabló muchos contactos en Madrid con militares, políticos críticos con la República y a la vez con miembros de la alta sociedad madrileña. Se opuso a casi todas las reformas agrarias donde se daba poder a los trabajadores y fue muy crítico con el desempeño del ministro Manuel Giménez Fernández. En 1935 dejó las Cortes para dedicarse a sus negocios particulares pero no abandonó  la política ya que siguió en contacto con muchos políticos siendo una persona de mucha influencia en Sevilla.[cita requerida]

## Guerra Civil
El inicio de la Guerra Civil le cogió en Sevilla donde se unió con prontitud al bando rebelde con el grado de comandante. Fue herido en batalla más de cuatro veces y este hecho le provocó que fuera retirado a la retaguardia donde junto a Joaquín Benjumea Burín fue uno de los cerebros de la economía de guerra implantada por el general Queipo de Llano. En marzo de 1939 fue nombrado gobernador civil de Madrid encargándose de la capital en sus últimos días antes de la victoria franquista. Fue uno de los negociadores con el coronel Casado y se encargó del suministro a la capital en sus peores momentos cuando más de un 25% de la población había muerto o huido. Gracias a toda esta gestión, Franco le concedió el grado de teniente coronel en 1940.[cita requerida]

## Gobierno
El 9 de agosto de 1939 Franco formó su segundo gobierno, en el que fue nombrado ministro de Industria y Comercio. Fue el encargado de realzar la industria española destruida durante la guerra, creó el INI (Instituto Nacional de Industria). El 10 de marzo de 1939 creó la Comisaría General de Abastecimientos y Transportes (CGAT). En 1940 consiguió que España y Gran Bretaña firmaran acuerdos económicos pero no lo consiguió con los Estados Unidos.   
El 16 de octubre de 1940 fue cesado como ministro.

## Procurador en Cortes (1943 - 1967)
En la I Legislatura de las Cortes (1943 - 1946), fue designado procurador por el jefe del Estado y así hasta 1967 cuando abandonó la política. Aunque fue exministro y uno de los principales cerebros de la economía inicial autárquica del franquismo, poco a poco fue volviéndose crítico con la forma de designar las Cortes y fue uno de los que apoyó la ley donde 1/4 de los procuradores eran elegidos por provincias. Apoyó las leyes de viviendas sociales para funcionarios y fue uno de los promotores de las Confederaciones Hidrográficas. En 1967 fue cesado de su cargo al haber apoyado un manifiesto a favor de la legalización de ciertos partidos políticos.[cita requerida]

## Otros cargos
En septiembre de 1957, fue ascendido a general de división. Mientras era procurador en Cortes, desempeñó otros cargos como delegado del Gobierno en la Confederación Hidrográfica del Guadalquivir. En el ámbito privado fue presidente del Real Círculo de Labradores entre 1946 y 1947 y miembro de la Real Academia en los años 50. Realizó además, múltiples actividades sociales y económicas y conferencias.